# Missionari del Sacro Cuore di Gesù
I Missionari del Sacro Cuore di Gesù (in latino Missionarii Sacratissimi Cordis Iesu) sono un istituto religioso maschile di diritto pontificio: i membri di questa congregazione clericale pospongono al loro nome la sigla M.S.C.

## Storia

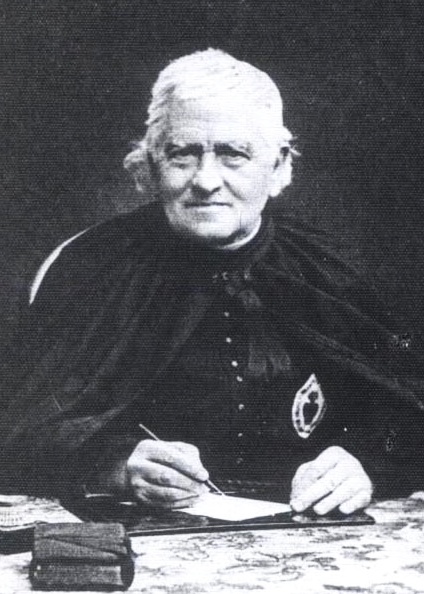
Jules Chevalier, fondatore dell'istituto

La congregazione venne fondata dal sacerdote francese Jules Chevalier (1824-1907): l'idea di dare vita a un nuovo istituto venne all'ecclesiastico durante gli anni della sua formazione quando, con alcuni compagni di seminario, diede vita all'associazione dei "cavalieri del Sacro Cuore" e sperimentò l'efficacia di una spiritualità orientata al Sacro Cuore.
Nominato vicario della parrocchia di Saint-Cyr a Issoudun (Indre), insieme al suo collega Emile Maugenest, l'8 dicembre 1854 Chevalier diede formalmente inizio all'istituto dei Missionari del Sacro Cuore di Gesù, per la propagazione della devozione al Sacro Cuore di Gesù: Jacques-Marie-Antoine-Célestin du Pont, arcivescovo di Bourges, approvò la fondazione il 9 settembre 1855.
In principio i Missionari del Sacro Cuore svolgevano il loro ministero assistendo i parroci nella loro missione, insegnando il catechismo, predicando i ritiri e le missioni popolari; il 25 marzo 1881 papa Leone XIII affidò a Chevalier e ai suoi sacerdoti l'evangelizzazione del vicariato apostolico di Micronesia e Melanesia, dando ai Missionari del Sacro Cuore l'opportunità di aprirsi alle missioni ad gentes.
La congregazione ottenne il riconoscimento ecclesiastico di istituzione di diritto pontificio con il decreto di lode dell'8 marzo 1869 e venne approvata definitivamente dalla Santa Sede il 20 giugno 1874.

## Attività e diffusione
I Missionari del Sacro Cuore di Gesù si dedicano alla formazione religiosa della gioventù, all'apostolato missionario e al ministero sacerdotale.
Sono presenti in Europa (Belgio, Croazia, Francia, Germania, Irlanda, Italia, Regno Unito, Ungheria), Oceania (Australia, Papua Nuova Guinea, isole del Pacifico), in Asia (Corea del Sud, Filippine, Giappone, India, Indonesia), in Africa (Camerun, Repubblica Democratica del Congo, Senegal, Sudafrica) e nelle Americhe (Brasile, Canada, Colombia, Cuba, Ecuador, El Salvador, Guatemala, Haiti, Messico, Nicaragua, Perù): la sede generalizia, dal 1905, è a Roma.
Al 31 dicembre 2008, la congregazione contava 291 case e 1.961 religiosi, 1.383 dei quali sacerdoti.